# 花儿乐队
花儿乐队是一支中華人民共和國的流行摇滚乐队，1998年组建于北京，次年发行了第一张专辑《幸福的旁边》。

## 乐队历史
花儿乐队由大张伟，王文博和郭阳三人於1998年2月在北京组成。最初乐队只是在北京的酒吧做一些演出，之后获得了新蜂音乐的老板红枫的賞識，簽為旗下的乐队而逐渐进入主流媒体的视线。由于乐队成立之初三名成员的平均年龄未满十八岁，因此被媒体称为“中国第一支未成年乐队”。
同年7月应滚石音乐之邀，进棚制作了他们的第一首单曲《放学啦》，收录在合集《中国火三》中。9月「新蜂音乐」正式成立，花儿乐队随即签约，同时开始进棚制作首张专辑《幸福的旁边》，其间他们还应邀为合集《摩登天空 II》制作单曲《四季歌》。
1999年1月发行了第一张专辑《幸福的旁边》，轰动两岸，獲得舆论不少好評。专辑中的《消灭》和《静止》两首歌曾分别被莫文蔚和杨乃文翻唱。但是在此张专辑发行后的三年内，该乐队却从主流媒体的视线中消失了很久，直到2001年年底发行了新专辑《草莓声明》。
2004年乐队改签至百代音乐旗下，并且吸收了吉他手石醒宇作为新成员。同年，乐队发行了一张与前两张专辑风格截然不同的新专辑《我是你的罗密欧》。并且乐队在接下来的几年内，保持着一年出一张专辑的速度频繁出现在主流媒体以及娱乐新闻的第一线。
2008年下半年，吉他手石醒宇离开了乐队，原因是“对演艺圈处处需要‘表演’的生活不太认同”。面对成员的离去，乐队于2008年年底举办选秀活动来挑选乐队的新成员。
2009年6月20日乐队宣布解散，成员各自发展演艺事业。

### 重组
2020年7月30日宣布乐队重组。原鼓手王文博担任主唱，郭阳担任贝斯手，加入新成员吉他手朱利杰，并于当日发布新单曲《最近的距离》。

## 抄襲風波
2006年，花儿乐队陷入抄袭风波，其大火的《嘻唰唰》被指抄襲日本雙人歌唱組合「帕妃」的歌曲《K2G奔向你》，另有部分歌曲被指涉嫌抄袭，掀起了巨大的舆论风波。后公司出面解决版权问题，乐队成员則不承认抄袭问题。

## 音乐作品

### 录音室专辑
| 发行日期       | 专辑名         | 发行厂商 |
| -------------- | -------------- | -------- |
| 1999年1月18日  | 幸福的旁边     | 新蜂音乐 |
| 2001年12月15日 | 草莓声明       | 新蜂音乐 |
| 2004年6月27日  | 我是你的罗密欧 | 百代音乐 |
| 2005年7月28日  | 花季王朝       | 百代音乐 |
| 2006年9月19日  | 花天囍世       | 百代音乐 |
| 2007年9月28日  | 花龄盛会       | 百代音乐 |

### EP
| 发行日期       | 名称   | 发行厂商 |
| -------------- | ------ | -------- |
| 2000年12月24日 | 平安夜 | 新蜂音乐 |